# Веймарн, Пётр Петрович фон
Пётр Петрович фон Веймарн (5(17) июля 1879, Петергоф — 2 июня 1935, Шанхай) — русский учёный-химик, профессор Горного института императрицы Екатерины II, первый ректор Уральского горного института (1915—1920), ректор Владивостокского государственного политехнического института (1920).

## Биография

### Происхождение
Происходил из старинного дворянского рода Веймарн. Родился в Петергофе в семье отставного генерал-майора Петра Ивановича Веймарна и его жены Юлии Фёдоровны. При написании фамилии отец имел право писаться «фон Веймарн», но предпочитал (как и большинство русских представителей этого рода) обходиться без этой приставки, подчеркивавшей его немецкое аристократическое происхождение.

### Образование
В 1899 году Пётр получил аттестат, закончив в Санкт-Петербурге Александровский кадетский корпус. Отец прочил ему поступление в военное училище, но Пётр предпочёл в 1900 году стать студентом Санкт-Петербургского горного института.
В 1902 году фон Веймарн опубликовал свою первую научную работу — по химии, а в 1907 году ему предложил постоянное сотрудничество немецкий журнал «Zeitschrift für Chemie und Industrie der Kolloide» («Записки о химии и индустрии коллоидов»), возглавляемый Вольфгангом Оствальдом.
Несмотря на выдающиеся успехи (в 1906 году Веймарн был удостоен Русским химическим обществом премии академика Н. Н. Бекетова и получил стипендию имени профессора К. И. Лисенко), институт он окончил лишь в 1908 году — в 29 лет. Скорее всего это произошло из-за того, что он поступил учиться на заводское отделение института, а с учётом увлечения химией дипломный проект по металлургии и горнозаводской механике нужно было заменить с учётом его интересов. Институт будущий химик окончил с отличием и получил диплом горного инженера.

### Преподавательская и научная деятельность до 1916 года

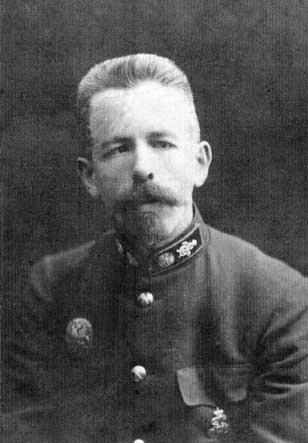
В 1914 году

С 1908—1911 годах Пётр Петрович остается работать в Санкт-Петербургском горном институте: сначала нештатным ассистентом кафедры «Физическая химия», затем адъюнкт-профессором; в 1910—1916 годах одновременно с работой в Горном институте Веймарн преподавал и вёл исследования в Санкт-Петербургском (Петроградском) университете в должности приват-доцента, затем — профессора.
Период до 1916 года оказался для Веймарна очень плодотворным: в эти годы он опубликовал основные свои труды по коллоидной химии. На этот же период приходятся и награды: в 1912 году за работу «К учению о состоянии материи» он получил две престижные премии: премию имени тайного советника Н. М. Ахматова от Императорской академии наук и премию имени В. И. Щукина — от физико-математического факультета Императорского московского университета. В 1913 году он был награждён орденом Святой Анны III степени.

### Ректор Уральского горного института
В 1915 году из Министерства торговли и промышленности П. П. фон Веймарну поступило предложение возглавить Строительную комиссию Екатеринбургского (позже — Уральского) горного института (ныне — Уральский государственный горный университет) и занять должность и. о. ректора этого института. Такое предложение поступило ему ещё в начале 1915 года и он сначала отказался, но осенью, после повторного предложения — на этот раз от представителей городского самоуправления Екатеринбурга и Пермского губернского земства, согласился.
Проблема была в том, что этот институт, утверждённый императорским указом в 1914 году, существовал на тот момент только на бумаге — нужно было заниматься подбором профессорско-преподавательского состава, зданием, набором студентов и т. д. Взявшись за эту непростую работу, Веймарн в 1917 году признался: «Уральский горный институт начал поглощать всю мою энергию». Тем не менее, несмотря на трудности, связанные в первую очередь с тем, что страна в это время была в состоянии Первой мировой войны, осенью 1917 года в институте начались занятия.
Уже после открытия занятий П. П. фон Веймарн руководил Уральским горным институтом два учебных года — 1917/18 и 1918/19, успев заложить основы функционирования первого на Урале высшего учебного заведения. За заслуги по созданию вуза в 1917 году городская дума присвоила ему звание почётного гражданина Екатеринбурга.

### Ректор Владивостокского государственного политехнического института
В июле 1919 года Красная армия заняла Екатеринбург, до этого бывший под властью Колчака. Накануне был отдан приказ на эвакуацию Уральского горного института во Владивосток. Приказу подчинились не все, поэтому сложилась парадоксальная ситуация: в 1919 году независимо друг от друга существовали сразу два Уральских горных института: один в Екатеринбурге, второй — во Владивостоке. УГИ выделили три комнаты в здании Владивостокского коммерческого училища, который вскоре был преобразован в Владивостокский политехнический институт.
Несмотря на то, что до Владивостока добрались всего 11 преподавателей и 17 студентов (из которых обратно в Екатеринбург потом вернулся лишь один преподаватель — Модест Онисимович Клер), Уральский горный институт какое-то время оставался самостоятельным вузом, и здесь П. П. фон Веймарн в 1920 году даже выпустил журнал «Известия Уральского горного института» (ныне — «Известия Уральского государственного горного университета»), который должен был быть издан ещё в Екатеринбурге.
Формально оставаясь ректором УГИ в эвакуации, П. П. фон Веймарн занял в 1919 году должность проректора Владивостокского политехнического института, а затем, в мае 1920 года, после смерти действующего ректора вуза В. М. Мендрина, встал на его место, сохранив за собой эту должность до ноября 1920 года.

### В эмиграции
В 1921 году вместе с коллегой из УГИ Б. П. Пентеговым Веймарн уехал в научную командировку в Японию, где работал в химических лабораториях Токийского императорского университета. Когда стало ясно, что во Владивостоке установится Советская власть, он вновь уехал в Японию, на этот раз — навсегда. Веймарн с женой поселились в г. Кобе, а работать ему предложили в г. Осака, в Императорском научно-исследовательском промышленном институте (Imperial Industrial Research Institute), где он получил должность профессора-исследователя и руководителя лаборатории коллоидной химии. Здесь он работал вместе с японскими учёными, занимаясь различным проблемам химии коллоидов, и опубликовал десятки интереснейших работ. Эту работу Веймарн совмещал с преподаванием в Императорском университете (Токио), Киотском императорском университете и Университете Тохоку.

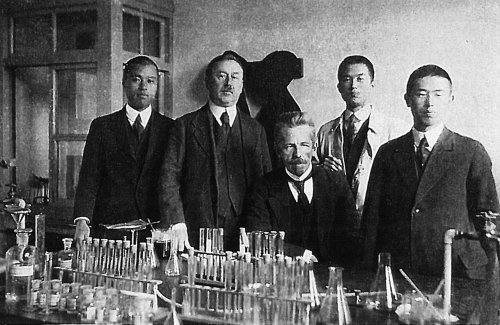
П. П. фон Веймарн и С. Ф. Злоказов с аспирантами Киотского университета

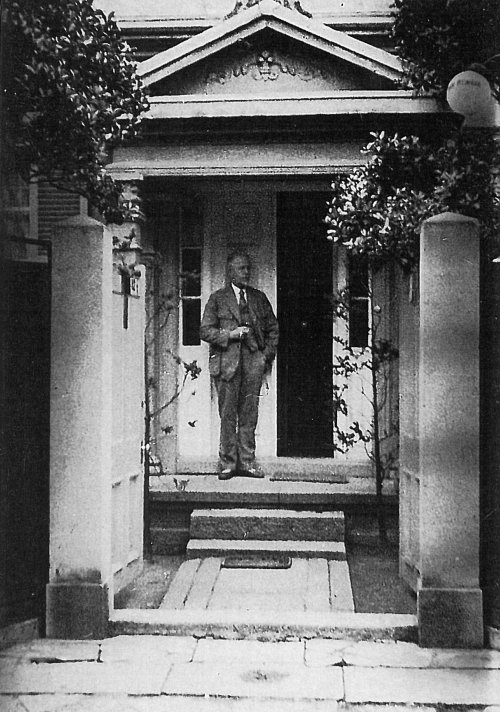
П. П. фон Веймарн на пороге своего дома в г. Кобе

В 1931 году, в связи с ухудшением здоровья, Веймарн ушёл с преподавательской работы в частную лабораторию г. Кобе. В 1935 году Веймарна пригласили на должность директора Высшего технического центра в Шанхае, открытого весной 1934 года по инициативе русского инженера В. С. Котенева при содействии французского муниципального совета. Профессор принял это предложение. Одной из причин согласия была надежда найти в Шанхае, где собрались медицинские светила из разных стран, врачей, способных помочь ему вернуть здоровье.
Пётр Петрович фон Веймарн умер в Шанхае 2 июня 1935 года. Тело было перевезено вдовой на кладбище для иностранцев в Кобе.

## Личная жизнь
Жена П. П. фон Веймарна — Надежда Николаевна, урождённая Львова, родом из Кронштадта. Поженились они в 1903 году и прожили вместе до самой кончины фон Веймарна. Единственный сын — Лев фон Веймарн — умер ребёнком в 1911 году.
Надежда Николаевна помогала мужу редактировать научные статьи, а также была переводчиком с немецкого. После кончины мужа она уехала из Японии в Америку, однако уже через год вернулась в г. Кобе и почти 30 лет — до самой своей смерти в 1964 году, ухаживала за могилой мужа. Похоронена рядом с ним.

## Научные достижения
Только в журнале «Kolloid-Zeitschrift», с которым П. П. фон Веймарн сотрудничал с 1907 по 1934 годы, было опубликовано 211 его статей и заметок. Там же в 1935 году вышел его некролог, подписанный В. Оствальдом.
Ещё будучи студентом, в 1905 году, он установил первое фундаментальное положение в коллоидной химии — коллоидное состояние есть общее свойство вещества, а в 1907 году — второе: кристаллическое состояние есть единственное внутреннее состояние вещества; установил главные факторы, влияющие на образование вещества в коллоидном и кристаллическом состоянии.
Его диссертация (1908) была посвящена «влиянию концентрации реагирующих растворов на вид и строение осадков».
Закон фон Веймарна, сформулированный им в 1906 году:

Золи можно выделить из очень разбавленных или очень концентрированных растворов, но не из растворов средней концентрации. При этом показатель относительного пересыщения определяется формулой: S = (Q — L) / L, где Q — количество растворенного вещества, L — растворимость данного вещества.
Веймарн считал термин «коллоид» неточным и предлагал заменить его на «дисперсоид» и называть новую науку «дисперсоидологией». Об этой науке он писал: «Молодая наука — дисперсоидология — позволяет осветить с новых точек зрения такое множество разнообразнейших областей естествознания, что поистине испытываешь величайшую трагедию несоответствия сил и времени у единичного исследователя с многочисленностью проблем, которые дисперсоидология дает возможность разрешить с исчерпывающей полнотой. И приходится сожалеть, что у исследователя только две руки для экспериментирования, что сутки имеют только 24 часа, и жизнь коротка».

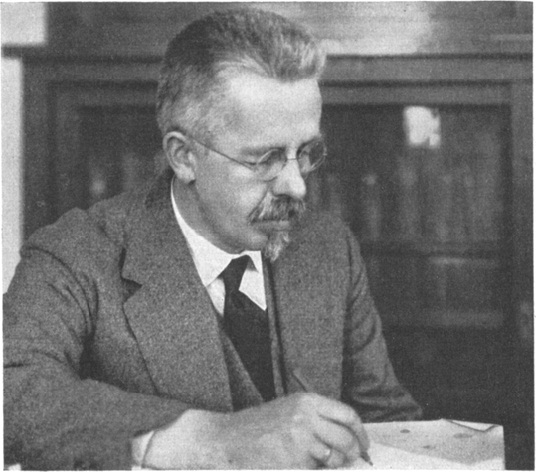
П. П. фон Веймарн

## Награды и премии
- Премия имени академика Н. А. Бекетова
- Премия имени В. И. Щукина
- Премия имени тайного советника Ахматова
- Орден Святой Анны III степени
- Почётный гражданин города Екатеринбурга (1917)

## Главные научные труды
- П. П. фон Веймарн. Основы десперсоидологической теоріи истинных растворовъ. — Петроград, 1913.
- П. П. фон Веймарн. Новый мир химических соединений // Известия Уральского горного института. — 1920. — Отд. III. — С. 35.
- P. P. von Weymarn. Zur Lehre von den Zustanden der Materie. — 1907—09.
- P. P. von Weymarn. Uebersattigung und Unterkuhlung als gruтdlegende Ursachen des dispersen Zustandes der Materie. — 1910.
- P. P. von Weymarn. Die Theorie der Herstellung und der Stabilität kolloider Losungen. — 1910-12.
- P. P. von Weymarn. Ueber kolloides Eis. — 1910.
- P. P. von Weymarn. Beitrage zur Kenntniss der Natur der dispersen Systeme. — 1911.
- P. P. von Weymarn. Grundzuge der Dispersoidchemie (Дрезден, 1911) и ряд статей, печатаемых с 1912 года под общим заглавием «Dispersoidchemische Mitteilungen aus dem laboratorium für physikalische Chemie des Berginstitutes».

## Новаторство
Став ректором УГИ, Веймарн проявил себя как автор оригинальной системы обучения. Существующая система образования не устраивала его, и он решил значительно её усовершенствовать. Он начал с идеи о наличии у человека психической энергии, за счёт которой осуществляются процессы познания и творческая деятельность. Основные принципы своей новой системы он сформулировал ещё в 1915 году.

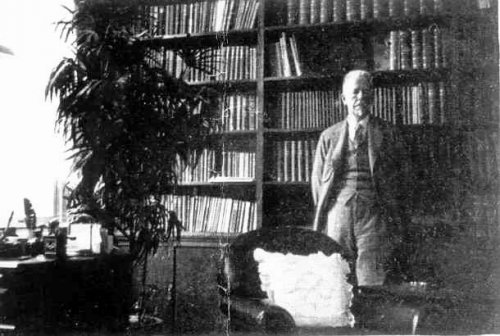
П. П. фон Веймарн в своем кабинете

Благодаря авторитету Веймарна почти все его новаторские рекомендации удалось реализовать в вузе. Например, Веймарн считал неэффективным читать в один день несколько лекций по разным предметам. Число ежедневных лекций было уменьшено, причём предпочтение теперь отдавалось одному предмету.
Штатное расписание УГИ, согласно Веймарну, стало формироваться по-другому: главным фактором при назначении на должность и оценке деятельности преподавателей являлось качество научной работы, а не педагогический стаж. Ректор и Совет УГИ обладали широкими правами и полномочиями. При автономии вуза они были свободны в принятии решений, которые благотворно сказывались на деятельности вуза и работе учащихся.
Во владивостокский вуз, получивший в апреле 1920 году статус государственного, Веймарн попытался перенести свои принципы работы. Устав Владивостокского государственного политехнического института, разработка которого велась под его председательством, оказался аналогичным уставу УГИ и был принят. Согласно уставу, теперь факультеты могли сами формировать учебные планы, вводить дополнительные курсы, создавать и переименовывать кафедры. В нём описывались также структура вуза и требования, предъявляемые к кандидатам на должности профессоров и доцентов, что свидетельствовало о стремлении создать крупное и хорошо организованное учебное заведение.
Не менее новаторским было и отношение Веймарна к изданию научного журнала «Известия Уральского горного института». В статье «Об издании научных журналов в России» он во сумел во многом предугадать современное развитие научных журналов, а свой журнал постарался создать соответствующим особым требованиям — например, он издавался на трех языках: русском, немецком и английском, что было большой редкостью для русских журналов того времени.

## Признание заслуг
При жизни П. П. фон Веймарна о его заслугах упоминали во многих дореволюционных изданиях (например, П. И. Вальден в «Очерке истории химии в России» — предисловие к русскому изданию книги проф. А. Ладенбурга «Лекции по истории развития химии от Лавуазье до нашего времени»).
В СССР его имя тоже упоминалось, хотя и не часто. Учёный-химик, академик А. Н. Думанский называл его «ярым проводником учения о дисперсологии у нас». Его вклад называл «существенным» И. И. Жуков в монографии «Коллоидная химия» (1949), в 1959 году о нём писал Ю. И. Соловьёв в книге «Учения о растворах», в 1967 году — академик П. А. Рабиндер в книге «Развитие физической химии в СССР».
Некоторые источники называют П. П. фон Веймарна одним из основоположников коллоидной химии, пионером коллоидной химии.
С 90-х годов XX века имя П. П. фон Веймарна начало упоминаться как первого ректора Уральского горного института в Екатеринбурге. Сейчас на сайте института ему посвящена большая статья — как учёному и первому ректору.

## Память
Ф. Корну назвал в его честь один из первых коллоидных минералов — веймарнит.

## Интересные факты

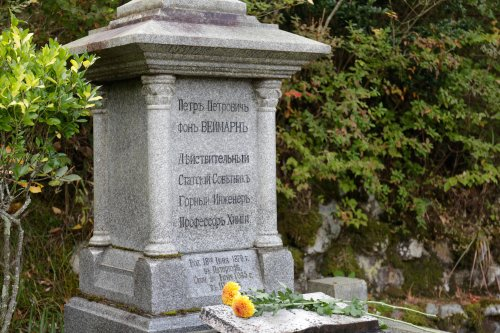
Могила П. П. Веймарна

Веймарн считал, что пик творческой энергии человека приходится чаще всего на 20—28 лет, поэтому заканчивать обучение, включая и высшую школу, следует в 19—20 лет, после чего наступает время творчества. Мешают творческой активности и слишком обширные познания, поэтому рациональная система образования должна предусматривать «мудрый предел знаний».
В мае 2015 года мэр Екатеринбурга Евгений Ройзман, побывав в Японии в гостях у русской общины города Кобе, разыскал могилу П. П. фон Веймарна, чтобы возложить на неё цветы.